# Bracon immaculipennis
Bracon immaculipennis är en stekelart som beskrevs av Maximilian Spinola 1840. Bracon immaculipennis ingår i släktet Bracon och familjen bracksteklar. Inga underarter finns listade.